# Meton
Meton de Atenas (Μέτων, em Grego), foi um astrônomo, engenheiro e matemático grego, nascido em Atenas em 460 a.C. Ele era ateniense, foi discípulo de Phaeinos de Atenas, um estrangeiro residente de Atenas, e descobriu o ciclo de 19 anos.
Seu grande triunfo foi a descoberta, em 432a.C, que 235 meses sinódicos equivalem a quase exatamente 19 anos trópicos. Este é conhecido como ciclo metônico, em sua homenagem. Acredita-se que esse ciclo já era utilizado pelos babilônicos muito antes de Meton. O calendário grego, que estava baseado no ciclo de Meton, tinha um sistema de anos lunares que se repetia a cada 19 anos. Este foi o calendário do mundo antigo até 46 a.C., quando o calendário juliano foi estabelecido por Júlio César, com a ajuda de Sosígenes. Os judeus tem conservado o calendário grego, e, portanto, o ciclo metônico ainda está em uso por razões religiosas. Na verdade,sua influência se encontra também no cristianismo, já que a data da Páscoa se calcula utilizando-se o ciclo metônico.